# Zuydcoote Military Cemetery
Zuydcoote Military Cemetery is een Britse militaire begraafplaats met gesneuvelden uit de Eerste Wereldoorlog, gelegen in de Franse plaats Zuidkote in het Noorderdepartement. De begraafplaats ligt ten westen van het dorpscentrum, langs de weg naar Leffrinkhoeke. De Britse begraafplaats telt 326 geïdentificeerde graven en wordt onderhouden door de Commonwealth War Graves Commission. Het terrein heeft een oppervlakte van 1.042 m² en werd ontworpen door Edwin Lutyens. Aan de oostkant staat het Cross of Sacrifice. Naast de Britse begraafplaats ligt ook een Franse militaire begraafplaats, de Nécropole Nationale de Zuydcoote, en een Duitse militaire begraafplaats, het Deutscher Soldatenfriedhof Zuydcoote.

## Geschiedenis
In het najaar van 1917 werden in Zuidkote door de 34th en de 36th Casualty Clearing Stations (C.C.S.) twee veldhospitalen ingericht. De meeste slachtoffers op de begraafplaats overleden in deze hospitalen. Na de oorlog werden vanuit Zuydcoote Churchyard French Military Extension nog twee Britse graven overgebracht.
Er liggen nu 314 Britten, 5 Canadezen, 1 Australiër, 4 Nieuw-Zeelanders, 2 Zuid-Afrikanen en 1 Belg begraven.

## Graven
- Philemon Van den Steen is een Belgische soldaat die sneuvelde op 21 oktober 1917. Hij was 33 jaar.

### Onderscheiden militairen
- luitenant-kolonel Robert Whitehead Hammond en kapitein Alec William MacKay, beiden van de Royal Fusiliers werden samen met kapitein G.C. Rogers en onderluitenant Arthur Rex Hurden Noss, beiden van het Royal Flying Corps onderscheiden met het Military Cross (MC).
- sergeant S. Smallman, de kanonniers H. Hurcombe en R. Kuhler en de soldaat H. Mikes ontvingen de Military Medal (MM).

### Minderjarige militair
- Ian Duncan Farquharson, soldaat bij de Lancashire Fusiliers was 17 jaar toen hij op 22 oktober 1917 sneuvelde.

### Alias
- pionier Arthur Hoof diende onder het alias A. Hough bij de Royal Engineers.